# Domenichino
Domenico Zampieri (znan kot Domenichino), italijanski baročni slikar in arhitekt, * 21. oktober 1581, Bologna, † 6. april 1641, Neapelj
Šolal se je pri Annibalu Carracciju. Leta 1602 je slikal freske v palači Farnese. Pozneje jih je sam izdeloval v rimskih cerkvah ter palačah. Je predstavnik klasičnega baroka, s preprostimi kompozicijami, zadržanimi gibi figur, umirjeno svetlobo ter z skrbno izbranimi in čistimi barvami. Med letoma 1621/23 je bil vatikanski arhitekt.

## Življenje
Domenichino se je rodil v Bologni kot sin čevljarja in tam sprva študiral pri Denisu Calvaertu. Po prepiru s Calvaertom je odšel delati v Accademia degli Incamminati pri Carraccijih, kjer so ga zaradi majhne rasti poimenovali Domenichino, kar v italijanščini pomeni »mali Domenico«. Leta 1602 je zapustil Bologno in odšel v Rim ter postal eden najbolj nadarjenih vajencev, ki so se pojavili pod nadzorom  Annibale Carraccija. Kot mlad umetnik v Rimu je živel s svojima nekoliko starejšima bolonjskima kolegoma Albanijem in Guidom Renijem ter deloval ob Lanfrancu, ki je kasneje postal glavni tekmec.
Poleg pomoči Annibaleju pri dokončanju njegovih fresk v Galeriji Farnese, vključno z Devico z samorogom (ok. 1604–05), je naslikal tri lastne freske v Loggia del Giardino v Palači Farnese ok. 1603–04. S podporo monsinjorja Giovannija Battiste Agucchija, majordoma kardinala Aldobrandinija in pozneje papeža Gregorja XV., ter Giovannijevega brata kardinala Girolama Agucchija, je Domenichino pridobil nadaljnje naloge v Rimu. Njegov najpomembnejši projekt prvega desetletja je bila okrasitev Cappella dei Santissimi Fondatori v srednjeveški baziliki opatije Grottaferrata (1608–1610), kakšnih 20 kilometrov izven Rima, kjer je bil titularni opat Odoardo Farnese. Medtem je dokončal freske ok. 1604–05 v cerkvi Sant'Onofrio, lažni štukaturni okras iz leta 1606–07 v Palazzo Mattei, velik prizor Bičanja sv. Andreja v San Gregorio Magno, naslikan v konkurenci z Renijevo fresko, ki je obrnjena proti njej, in strop s prizori iz Dianinega življenja, 1609, v vili Odescalchi v Bassano di Sutri (danes Bassano Romano).
Po smrti Annibale Carraccija leta 1609 učenci, ki so sledili Annibalejevemu rimskemu slogu, vključno z Domenichinom in Francescom Albanijem, niso bili tako uspešni pri pridobivanju najprestižnejših naročil kot Guido Reni. Kot je Donald Posner izjavil v svoji vplivni tezi, »Rimski slog Annibale Carracci in njegova šola,.. je treba poudariti, da je hud klasicizem Annibalejevega poznega sloga v Rimu tako živel le približno pet let. .« Po drugi strani pa bolonjski biograf Malvasia navaja, da je bil »samo Guido [Reni] postavljen pred vse druge, Guido je bil sam razglašen in dobro obravnavan, medtem ko [Domenichino], nasprotno, ni bil priznan ali pa je bil nenehno slabo ravnan v honorarjih, ki jih je dobil, tako da je ostal brez naročil in zavrnjen. Zato je bil prisiljen prositi za delo, z veliko truda, prek posrednikov in za vsako ceno ... enako je veljalo za Bičanje svetega Andreja, ki je bilo naslikano za sto petdeset skudov, medtem ko je bil primer Čaščenja križa na nasprotni steni plačan štiristo skudov Guidu.« 
Ena od Domenichinovih mojstrovin, njegove freske Prizori iz življenja svete Cecilije v kapeli Polet v San Luigi dei francesi, je bila naročena leta 1612 in dokončana leta 1615. Hkrati je naslikal svojo prvo in najbolj slavno oltarno sliko Zadnje obhajilo sv. Hieronima za cerkev San Girolamo della Carità (podpisano in datirano, 1614). Kasneje bi jo ocenili kot primerljivo z Rafaelovo veliko Spremenjenje na gori in celo kot »najboljšo sliko na svetu«.
Do poznega leta 1616 je Domenichino zasnoval kasetiran strop z Vnebovzetjem Device Marije v baziliki Santa Maria in Trastevere; in začel cikel desetih fresk, ki prikazujejo Apolonovo življenje, v vrtnem paviljonu vile Aldobrandini (Belvedere) v Frascatiju, kjer mu je pomagal Giovanni Battista Viola, bolonjski umetnik, ki je bil, tako kot sam Domenichino, pionir v razvoj klasicističnega krajinskega slikarstva. Od leta 1617 do 1621 je bil Domenichino odsoten iz Rima, deloval je v Bologni in v Fanu, kjer je med 1618–19 freskiral kapelo Nolfi v stolnici v Fanu s Prizori iz življenja Device Marije.
Z izvolitvijo Bolonjčana papeža Gregorja XV. leta 1621 se je Domenichino vrnil v Rim. Imenovan za papeškega arhitekta (zgradil je malo, a pustil risbe za različne projekte, predvsem za fasado Sant'Andrea della Valle in načrt za cerkev  sv. Ignacija Lojolskega, obe v Rimu), je kljub temu še naprej najbolj aktiven kot slikar, in pridobil številna naročila za oltarne slike v rimskih cerkvah (San Lorenzo in Miranda, 1626–27, sv. Giovanni Evangelista e Petronio dei Bolognesi, 1626–1629, Santa Maria della Vittoria, 1629–30, in sv. Peter – 116305). V 20. letih 16. stoletja je v Rimu izdelal tudi številne freske: strop v Palazzo Costaguti (ok. 1622); kor in pendantive v Sant'Andrea della Valle, kjer je deloval v hudi konkurenci z Lanfrancom, ki je naslikal kupolo nad Domenichinovimi pendantivi; in pendative v San Silvestro al Quirinale (ok. 1628) in San Carlo ai Catinari (1628–30).
Kljub svoji dejavnosti v Rimu se je Domenichino leta 1631 odločil zapustiti mesto, da bi prevzel najbolj prestižno in zelo donosno naročilo v Neaplju, dekoracijo Cappella del Tesoro di San Gennaro v Neapeljski stolnici. Prizori iz življenja San Gennaro so ga okupirali do konca življenja. Naslikal je štiri velike lunete, štiri pendantive in dvanajst prizorov v sofitih obokov, vse v freskah, plus tri velike oltarne slike v olju na bakru. Umrl je, morda zaradi strupa v rokah ljubosumne neapeljske kabale, preden je dokončal četrto oltarno sliko ali kupolo, ki jo je pozneje poslikal Lanfranco.
Ob njegovi smrti je bil Domenichinov glavni pomočnik obskurni slikar iz Asisija Francesco Raspantino, ki je podedoval mojstrov atelje. Pred tem so bili Domenichinovi glavni učenci Alessandro Fortuna, Giovanni Battista Ruggieri, Antonio Alberti po imenu Barbalonga, Francesco Cozza, Andrea Camassei in Giovanni Angelo Canini. Drugi, ki so študirali v njegovem studiu, so Poussin, Pietro Testa in njegov bodoči biograf Giovanni Pietro Bellori.
Domenichinovo delo, ki se je razvilo predvsem iz Rafaelovih in Carraccijevih primerov, zrcali teoretične zamisli njegovega prijatelja Giovannija Battiste Agucchija, s katerim je slikar sodeloval pri Traktatu o slikarstvu. Portret Agucchija v Yorku je bil včasih pripisan Domenichinu, zdaj pa naj bi ga naslikal Annibale Carracci, še en prijatelj.
Predstavlja tisto, kar bi postalo znano kot klasično idealistična umetnost, katere cilj je preseči nepopolnost narave z razvojem "Ideje lepote" (idea del bello) s preučevanjem in posnemanjem najboljših primerov antične in renesančne umetnosti. Posnemanje v tem smislu ni kopiranje, temveč ustvarjalni proces, ki ga navdihuje retorična teorija, pri čemer se spoštovani modeli ne le posnemajo, ampak tudi presežejo. Eden najbolj znanih incidentov v zgodovini umetnosti, ki se je osredotočil na koncepte posnemanja, se je pojavil, ko je Lanfranco obtožil Domenichina plagiatorstva, zlasti da je ukradel zasnovo svojega velikega Zadnjega obhajila sv. Hieronima z oltarne slike iste teme v Bologni njegov nekdanji učitelj Agostino Carracci. Da bi dokazal svojo tezo, je Lanfranco razširil grafiko po Agostinovi sliki, kar je spodbudilo slikarje in kritike, da so se postavili na stran, od katerih je večina – vključno s Poussinom in antikvaristom, kritikom in biografom Bellorijem – odločno zagovarjala Domenichinovo delo kot hvale vredno posnemanje.
Poleg zanimanja za teorijo slikarstva (bil je dobro izobražen in načitan) je bil Domenichino predan glasbi, ne kot izvajalec, ampak izumljanju glasbil, primernih za stile moderno ali tisto, kar je Claudio Monteverdi poimenoval seconda pratica. Tako kot Domenichinove slike so bili njeni viri v starodavnih modelih in so bile usmerjene v jasnost izraza, ki bi lahko ganila občinstvo. Kot je trdil florentinski skladatelj Giulio Caccini in je Domenichino zagotovo verjel, je bil cilj skladatelja/umetnika »preganjati strast uma«. Za dosego tega cilja je Domenichino posvetil posebno pozornost ekspresivnim kretnjam. Približno 1750 risb v kraljevi zbirki na gradu Windsor priča o vztrajnem študiju, na katerem temelji Domenichinovo delo – figuralnih, arhitekturnih, dekorativnih, krajinskih, celo karikaturnih – in o slikarjevi briljantnosti kot risarju. V Balance Rogerja de Pilesa iz leta 1708, ki je poskušal kvantificirati in primerjati veličino slikarjev v štirih kategorijah (noben umetnik ni nikoli dosegel ocene nad 18 v nobeni kategoriji), je francoski kritik Domenichinu podelil 17 točk za risbo (dessein), 17 točk. za izraz, 15 za kompozicijo, a le 9 kot kolorist. Domenichinov sestavljeni rezultat 58 sta kljub temu presegla le Rafael in Peter Paul Rubens in je bil enak Carraccijevim.

### Ruskinova kritika
Ravnotežje odraža Domenichinov visok položaj v zgodovini evropskega okusa – dokler John Ruskin v 1840-ih ni zapisal svojih uničujočih napadov na bolonjsko baročno slikarstvo v svojih Modernih slikarjih. Ruskin je Carraccijeve in njegove privržence obsodil kot »neiskrene«. Za Ruskina ni bilo povsem iskrene ali velike umetnosti iz 17. stoletja in vse je bilo dvakrat prekleto kot »eklektično«. Sodobni raziskovalci, kot so  Luigi Serra, John Pope-Hennessy, Evelina Borea in Richard Spear, ki je leta 1982 izdal prvi kataloški raisonné vseh Domenichinovih slik in pripravljalnih risb, so umetnika obudili z viktorijanskega pokopališča in mu ponovno uveljavili mesto med najpomembnejši in najvplivnejši slikarji Italije 17. stoletja. Leta 1996 je bila prva večja razstava njegovih del v Beneški palači v Rimu.
- Čaščenje pastirjev, ok. 1607–1610, Olje na platnu, 143 x 115cm, National Gallery of Scotland
- Domenichino –  Pokrajina s Tobijem, ok. 1610-1613
- Žrtvovanje Izaka, 1627–28
- Devica z samorogom , ok. 1604–05, freska v Palazzo Farnese v Rimu, po načrtu Annibale Carracci

## Izbrana dela
- Sveti Janez Evangelist, 1621–1629 (na dražbi v Londonu decembra 2009 za več kot 9,2 milijona funtov, kupil ga je drug kupec pod pogojem, da bo dano na ogled za tri mesece vsako leto).[6][7]
- Čaščenje pastirjev c. 1607–1610
- Lokostrelsko tekmovanje Diane in njenih nimf, c. 1616–17, Galleria Borghese, Rim
- Devica, otrok Jezus in Janez Krstnik (Madona tišine), c. 1605, Louvre
- Devica z samorogom, c. 1604–05, Galerija Farnese, Palača Farnese, Rim; freska po zasnovi Annibale Carraccija
- Abraham vodi Izaka k žrtvovanju, 1602, Kimbell Art Museum, Ft. Worth
- Pokrajina s Kristusovim krstom (v sodelovanju z G. B. Violo?), c. 1603, Kunsthaus, Zürich 3A%3A%3A12%3A%3A%3A1%3A%3A&P=0&MT=glavni
- Pokrajina z begom v Egipt, c. 1605–06, Allen Memorial Art Museum, Oberlin College
- Portret kardinala Girolama Agucchija, c. 1604–05, Uffizi, Firence
- Pokrajina z ribiči, lovci in pericami, c. 1604–05, Galerija slik Kristusove cerkve, Oxford
- Pokrajina s prehodom čez reko , c. 1604–05, Galleria Doria Pamphilj, Rim
- Bičanje sv. Andreja, 1609, San Gregorio Magno, Rim
- Vnebohod sv. Pavla, c. 1606–1608, Louvre
- "Prizori iz Dianinega življenja", 1609, Palazzo Giustiniani, zdaj Odescalchi, Bassano di Sutri (Rim)
- "Posvetitev" rimskega cesarja, 1634–1636, Muzej Prado, Madrid
- Pokrajina z utrdbami, c. 1634–35, zbirka Denisa Mahona, London
- "Kumska sibila", c. 1610, Pinacoteca Capitolina, Rim
- Legende SS. Nilus in Bartolomej, 1608–1610, opatija Grottaferrata  Arhivirano 2012-04-14 na Wayback Machine., /baroque/medium/domenich_rs82_2_293_090603.jpg[mrtva povezava]  Arhivirano 2012-04-14 na Wayback Machine.
- Zmagolok , c. 1609, muzej Prado, Madrid
- Pot na Kalvarijo, c. 1610, J. Paul Getty Museum, Los Angeles
- Zadnje obhajilo svetega Jeronima, 1614, Vatikanska pinakoteka  in org/web/20051101165612/http://www.artonline.it/img/large/p21-g118.jpg
- Prizori iz življenja svete Cecilije, 1612–1615, freske, San Luigi dei Francesi, Rim
- Pokrajina s svetim Hieronimom, c. 1610, umetniška galerija in muzej Glasgow
- Pokrajina s Silvijo in satiri, c. 1615–1620, Pinacoteca Nazionale di Bologna
- Aleksander in Timokleja , c. 1615, muzej Louvre
- Resnica, ki jo razkrije čas (v sodelovanju z Agostinom Tassijem), c. 1622, freska Palazzo Costaguti, Rim)
- Kumajska sibila, 1616–17, Galleria Borghese, Rim
- Madona rožnega venca, 1617–1622/25 (Pinacoteca Nazionale di Bologna)
- Devica z otrokom s svetima Janezom Krstnikom in Petronijem, 1626–1629, Pinacoteca di Brera, Milano (deponirano v Galleria Nazionale d’Arte Antica, Rim)
- "Sveta Agneza", c. 1620, Kraljeva zbirka, Hampton Court
- Madona iz Loreta s svetimi Janezom Krstnikom, Paternianom in Anthonyjem Abatom  Arhivirano 2012-04-14 na Wayback Machine., c. 1618–19, Muzej umetnosti Severne Karoline)
- The Ascension of St. Paul , c. 1606–1608, Louvre
- Rinaldo in Armida , c. 1620–21, Louvre, Pariz
- Mučeništvo sv. Petra mučenika  Arhivirano 2016-03-05 na Wayback Machine. (po Tizianu), c. 1619–1621, Pinacoteca Nazionale di Bologna
- Življenje Apolona, 1616–18, freske, Stanza di Apollo, Villa Aldobrandini (Belvedere), Frascati (zdaj večinoma v Narodni galeriji, London)
- Štirje evangelisti in Prizori iz življenja sv. Andreja, 1622–1627, freske v pendantivih in koru Sant'Andrea della Valle, Rim .learn.columbia.edu/dbcourses/baroque/medium/domenich_rs82_2_270_090603.jpg Matthew.columbia.edu/dbcourses/baroque/medium/domenich_rs82_2_277_090603.jpg Luka[mrtva povezava]
- Pokrajina s Herkulom in Ahelojem , c. 1622–23, Louvre, Pariz
- Vizija Kristusa in Boga Očeta svetega Ignacija Lojolskega, c. 1622, Muzej umetnosti okrožja Los Angeles
- Pokrajina z begom v Egipt , c. 1623, Louvre, Pariz
- Pokrajina z otrokom, ki prevrne vino , c. 1603–1605, Louvre, Pariz
- Ukor Adama in Eve , c, 1623–1625, Musée des Beax-Arts, Grenoble
- Alegorija kmetijstva, astronomije in arhitekture, c. 1624–25, Galleria Sabauda, Torino
- Ukor Adama in Eve , 1626, Narodna galerija Art, Washington DC
- Mučeništvo sv. Agneze, c. 1619–22/25, Pinacoteca Nazionale di Bologna
- Adonisova smrt, Apolon in hijacint in Narcis , freske, 1603–04, Palazzo Farnese, Rim
- Mučeništvo sv. Sebastijana, 1625–1630, sv. Petra, Rim (zdaj Santa Maria degli Angeli, Rim)
- Vnebovzetje Device Marije, 1616–17, Santa Maria di Trastevere, Rim
- Pokrajina z Erminijo in pastirji , c. 1623–1625?, Louvre, Pariz
- Pokrajina s Herkulom in Kakom , c. 1622–23, Louvre, Pariz
- Sveta Cecilija z angelom , c. 1617–18, Louvre, Pariz
- Izakova žrtev, c. 1627–28, muzej Prado, Madrid
- Prizori iz življenja San Gennaro , 1631–1641, freske, Cappella del Tesoro di San Gennaro, katedrala v Neaplju
- Pokrajina s Tobiasom, ki se drži ribe , c. 1610–1612, Nacionalna galerija, London
- Marija Magdalena v slavi, c. 1620, Ermitaž, Sankt Peterburg
- Sibila, XVII st., M. Umetnostna galerija Žilinskas, Kaunas, Litva
- Prikaz angelov sv. Jeronima, Muzej Prado, Madrid.
- Glava Janeza Krstnika,[8] Real Academia de Bellas Artes de San Fernando, Madrid.

## Galerija
- Portret Guido Reni, 1603–04
- Zadnje obhajilo sv.HiJeronima, 1614, Pinacoteca Vaticana
- Detajl iz Diana in njene nimfe, 1616–17
- Sv. Cecilia igra violo, 1618
- ečna pokrajina s čolnarji in ribiči, elegantnim parom, ki se sprehaja ob obali
- Madona z otrokom s sv. Petronijem in sv. Janezom Evangelistom
- Prikaz Device z otrokom in San Gennaro pri čudežni oljni svetilki, 1637–38, Cathedral of Naples
- kor Adama in Eve, 1626, 1626, National Gallery of Art
- Glava Janeza Krstnika. Real Academia de Bellas Artes de San Fernando, Madrid.
- Slavolok, Prado Museum, Madrid.
- Neža iz Rima z angeli in jagnjetom